# Savè
Savè (teilweise auch Savé) ist eine Stadt und eine Kommune im Departement Collines in Benin. Gemäß der Volkszählung von 2013 hatte Savè als Kommune 87.177 Einwohner, davon waren 43.757 männlich und 43.420 weiblich.

## Verwaltung
Als Verwaltungseinheit unterstehen acht Arrondissements, die sich aus 60 Dörfern zusammensetzen, der Gerichtsbarkeit der Kommune: Adido, Bèssè, Boni, Kaboua, Ofè, Okpara, Plateau und Sakin.

## Verkehr
In Savè stoßen die Fernstraßen RNIE2 und RNIE5 aus östlicher Richtung kommend aufeinander, um in westlicher Richtung gemeinsam weiterzuführen. 
Im Südwesten der Stadt befindet sich zudem der Flugplatz Savè.
Savè hat einen Bahnhof an der Bahnstrecke Cotonou–Parakou, die allerdings – wie das gesamte Eisenbahnnetz des Landes – seit 2019 ohne Verkehr ist.

## Söhne und Töchter der Stadt
- Fidèle Agbatchi (* 1950), Alterzbischof von Parakou